# Xylotrechus contusus
Xylotrechus contusus là một loài bọ cánh cứng trong họ Cerambycidae.